# Софі Ді
Софі́ Ді (англ. Sophie Dee; нар. 17 січня 1984 року, Лланеллі, Уельс) — валлійська порноакторка.

## Біографія
Народилася у валлійському місті Лланеллі (Уельс). Після закінчення школи деякий час працювала в кафе, займалася торгівлею door-to-door, доставляла пошту, працювала покоївкою в готелі, продавчинею в магазинах з продажу одягу, телефонів. Потім перейшла в виконавиці Lap dance. Невдовзі почала позувати топлес для таблоїда «The Daily Sport». Півтора року була «дівчиною видання» «Page Three», де також позувала оголеною.
У січні 2005 року переїхала до Каліфорнії та почала зніматися у порнофільмах.
Софі Ді перенесла операцію зі збільшення грудей з розміру C до DD.
Раніше Софі була одружена з колишнім порноактором Лі Бангом. Вона ідентифікує себе як бісексуалка.

## Номінації та нагороди
- 2008 Urban Spice Awards номінація — Best Interracial Star[9]
- 2009 AVN Award номінація — Best All-Girl Group Sex Scene — Squirt Gangbang 3
- 2009 AVN Award номінація — Unsung Starlet Of The Year
- 2009 AVN Award номінація — Web Starlet Of The Year — ClubSophieDee.com
- 2010 AVN Award номінація — Best All-Girl Three-Way Sex Scene — Storm Squirters 6
- 2010 AVN Award номінація — Web Starlet of the Year
- 2010 XBIZ Award номінація — Porn Star Website of the Year[10]
- 2011 AVN Award номінація — Best Porn Star Website — ClubSophieDee.com[11]
- 2011 AVN Award номінація — Unsung Starlet of the Year[11]
- 2011 Urban X Award — Interracial Star of the year[12]
- 2011 Urban X Award — Best Three-Way Sex Scene[12]